# Cléopâtre Darleux
Pour les articles homonymes, voir Darleux.
Cléopâtre Darleux, née le 1er juillet 1989 à Wittenheim (Haut-Rhin), est une joueuse française de handball évoluant au poste de gardienne de but.
Internationale à partir de 2008, élue meilleure gardienne de but du Championnat de France à trois reprises (2012 , 2018 et 2025) et meilleure gardienne de l'Euro 2022, elle a quatorze titres nationaux, une coupe d'Europe et deux titres internationaux, dont le titre olympique acquis en 2021. Elle est également vice-championne d'Europe (2020), triple vice-championne du monde (2009, 2011 et 2021) et finaliste de la Ligue des champions (2021) ainsi que vice-championne olympique (2024).

## Biographie
Cléopâtre Darleux naît en 1989 en Alsace et a cinq frères et sœurs. Elle a des origines alsaciennes par sa grand-mère paternelle, ch'ti par son grand-père paternel, avec des ancêtres ukrainiens. Elle fait ses débuts au handball à l'Union sportive de Wittenheim-Ensisheim (USWE) à la fin des années 1990 puis intègre le Handball club de Kingersheim (HBCK)[Quand ?]. Elle intègre ensuite pour deux ans le centre de formation de l'Entente sportive bisontine féminin (ESBF) à seize ans. Elle y joue en Nationale 1 et première division.
En 2007, elle signe son premier contrat professionnel au Issy-les-Moulineaux Handball et l'année suivante intègre l'équipe de France.
Lors de la saison 2011-2012, elle évolue dans le club brestois de l'Arvor 29 avant de rejoindre le Viborg HK.
Elle participe aux Jeux olympiques de Londres de 2012.
En 2013, son équipe remporte la Coupe du Danemark face à FC Midtjylland puis la coupe des vainqueurs de coupe face à Zvezda Zvenigorod en mai 2014. En 2014, elle rejoint l'OGC Nice puis en 2016 le Brest Bretagne Handball.
Elle participe à la Golden League en 2016.

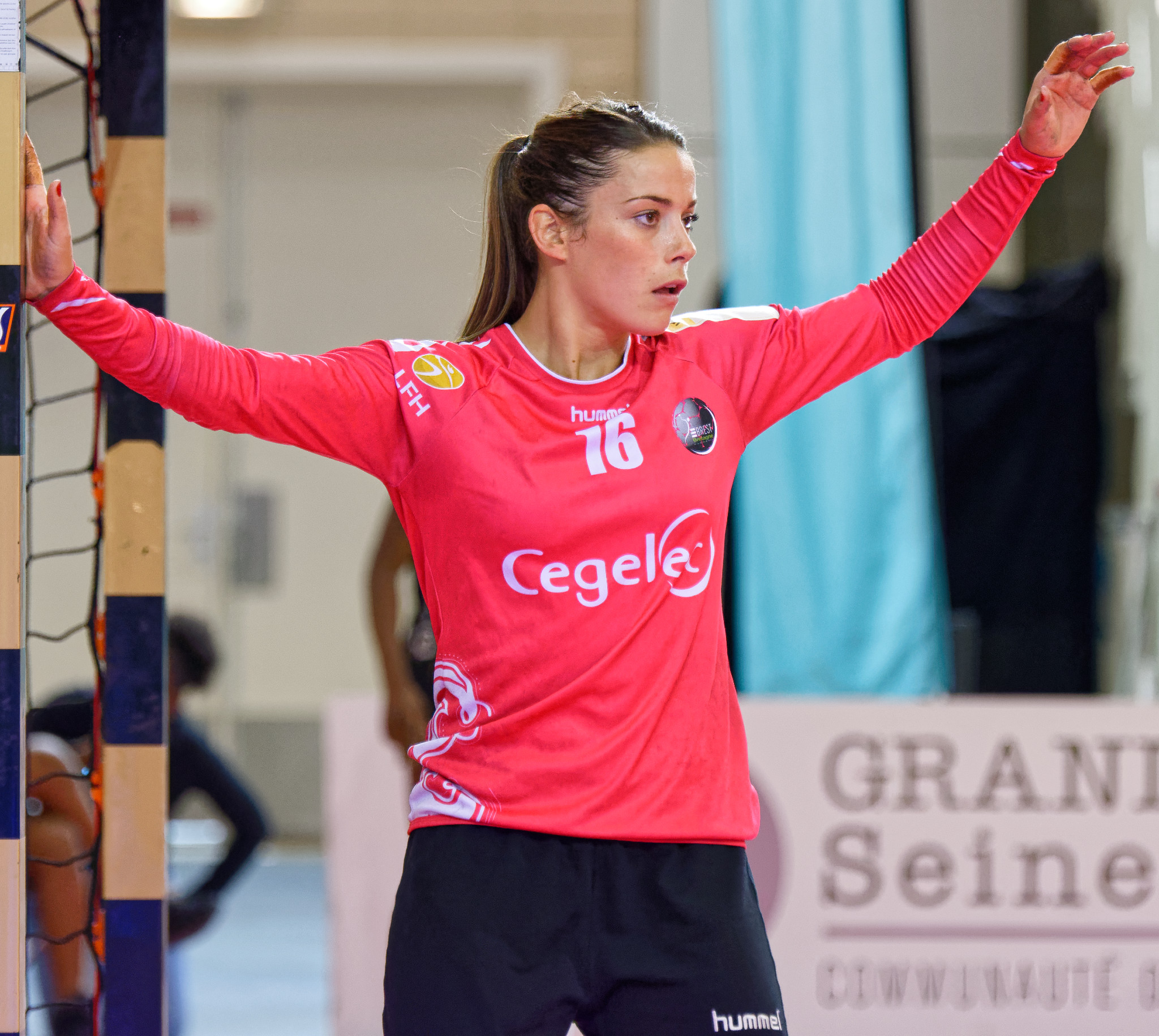
Cléopâtre Darleux dans ses buts en mai 2017.

En 2017-2018, elle remporte avec son équipe la coupe de France et est élue meilleure gardienne et meilleure joueuse du championnat de France.
Elle a ouvert un bar en 2018 devenu une pizzeria en 2020.
En 2020, elle devient vice-championne d'Europe.
Lors de la saison 2020-2021, son équipe remporte la Coupe de France puis le Championnat de France, à chaque fois devant Metz Handball[réf. nécessaire].
Le 8 août 2021 son équipe remporte la médaille d'or aux Jeux olympiques de Tokyo de 2020,,.
Lors de la saison 2021-2022, le BBH déclare forfait en Coupe de France.
Durant la saison 2022-2023, après une saison sans titre en championnat et une élimination en 1/8e de finale de la ligue des champions avec son club de Brest, elle est élue meilleure gardienne de l'Euro alors que l’équipe de France n’obtient que la 4e place.
Sa saison 2023-2024 est perturbée par une commotion cérébrale survenue en décembre 2022 pendant un match qui la prive de compétition en janvier 2023. De retour en février 2023, elle n'est présente qu'une semaine avant d'être de nouveau arrêtée à la suite de nouveaux chocs subis au niveau de sa tête. Éloignée des terrains pendant presque une année, elle rate le Mondial 2023 en Scandinavie remporté par ses coéquipières.
En mars 2024, elle retrouve les terrains à l'occasion du match de Brest contre Mérignac en championnat de France. Toutefois, le président du club, Gérard Le Saint, indique le 13 mars 2024 que le contrat de la joueuse avec Brest ne serait pas prolongé. En mai, elle joue pour la première fois de la saison un match entier, lors de la rencontre du BBH avec St Maur. 
Qualifiée in extremis pour ses 3e jeux olympiques, elle fait partie de l'équipe de France à Paris 2024 en tant que réserviste, rentrant en jeu lors des phases de poules pour un match. Elle est ainsi sacrée vice-championne olympique après la défaite de la France contre la Norvège en finale.  
Le 29 septembre 2024, elle annonce rejoindre Metz Handball pour le reste de la saison. Elle y réalise un doublé Championnat-Coupe de France, mais ne parvient pas à faire franchir un cap au club en Ligue des champions. Elle et Allison Pineau jouent leur dernier match le dimanche 8 juin 2025,.

## Palmarès

### Club
Compétitions internationales
- vainqueur de la Coupe des vainqueurs de coupe (C2) en 2014 (avec Viborg HK)
- finaliste de la Ligue des champions (C1) en 2021 (avec le Brest Bretagne Handball)

Compétitions nationales
- vainqueur de la Coupe de la Ligue en 2010, 2011 (avec Metz HB) et 2012 (avec Arvor 29)
  - finaliste en 2016 (avec l'OGC Nice)
- vainqueur de la Coupe de France en 2010 et 2025 (avec Metz Handball), 2018 et 2021 (avec Brest Bretagne Handball)
- vainqueur du Championnat de France en 2011 (avec Metz HB), en 2012 (avec Arvor 29) et 2021 (avec le Brest Bretagne Handball)
  - Vice-championne de France en 2017, 2018 , 2022 , 2024 (avec le Brest Bretagne Handball)
- vainqueur de la Coupe du Danemark en 2013 (avec Viborg HK)
- vainqueur du Championnat du Danemark en 2014 (avec Viborg HK)

### Sélection nationale
Elle a connu sa première sélection le 14 octobre 2008 face à la Hongrie à la World cup.
Jeux olympiques
- 5e aux Jeux olympiques en 2012 à Londres
- Championne olympique en 2021 à Tokyo
- Vice-championne olympique 2024 à Paris

Championnats du monde
- Vice-championne du monde en 2009 en Chine
- Vice-championne du monde en 2011 au Brésil
- 6e au championnat du monde en 2013 en Serbie
- Championne du monde en 2017 en Allemagne
- Vice-championne du monde en 2021 en Espagne

Championnats d'Europe
- 14e au championnat d'Europe en 2008 en Macédoine
- 5e au championnat d'Europe en 2010 au Danemark
- 9e au championnat d'Europe en 2012 en Serbie
- Vice-championne d'Europe en 2020 au Danemark
- 4e au championnat d'Europe de 2022 en Slovénie

Autres compétitions senior
- Médaillée de bronze à la Coupe du monde des nations en 2008
- Médaillée d'or aux Jeux méditerranéens en 2009 à Pescara
- vainqueur du Tournoi de Paris Île-de-France en 2009, 2011, 2013 et 2017

Compétitions junior
- Médaillée de bronze du championnat d'Europe jeunes en 2005 en Autriche [36]
- 4e au championnat du monde jeunes en 2006[37]
- 5e au championnat d'Europe junior en 2007[38]
- 7e au championnat du monde junior en 2008 en Macédoine [39]

### Distinctions individuelles
- Élue meilleure gardienne du championnat d'Europe (1) : 2022[40]
- Élue meilleure joueuse du championnat de France (2) en 2018[41] et 2025
- Élue meilleure gardienne de but du championnat de France (3) en 2012 ,  2018[15] et 2025
- Meilleure gardienne 10 ans LFH (2019)
- Joueuse du match (4) : à l'Euro face à la Suède en 2012[42], en finale de l'Euro face à la Norvège en 2020[43], au match inaugural de l'Euro face à la Macédoine en 2022[44] et au premier match du tour principal de l'Euro face au Monténégro en 2022.
- Joueuse du mois du championnat de France (6) en mars 2016[45], octobre 2016[46], avril 2017[47], mars 2018[48], septembre 2018[49], janvier 2022[50]
- Ambassadrice UJSF du sport alsacien (3) en 2020[51] , 2021[52] et 2022[53]
- Désignée deuxième plus grande championne de l'année par L'Équipe en 2021[54]
- Nommée à l'EHF Award de la meilleure gardienne en 2023[55].

## Décorations
- Chevalier de la Légion d'honneur (2021)[56]